# Blake Roman
Blake Roman Bojewski (nacido el 20 de diciembre de 1995), conocido profesionalmente como Blake Roman, es un actor estadounidense, conocido principalmente por su actuación en el musical de Broadway Harmony y por ser la voz de Angel Dust en la serie de Amazon Prime Video Hazbin Hotel.

## Inicios carrera
Blake Roman nació el 20 de diciembre de 1995 en Erie, Pensilvania, Estados Unidos. Se graduó de la Universidad de Míchigan, recibiendo un Grado en Bellas Artes en Teatro Musical. Tras graduarse, asistió a una audición para la serie animada Hazbin Hotel, quedándose finalmente con el papel de Angel Dust.
Además, consiguió un papel como Chopin en la producción Off-Broadway del musical Harmony, repitiéndolo en 2023 en Broadway.

## Vida personal
Roman es abiertamente bisexual.

## Filmografía

### Televisión
- Hazbin Hotel (2024) - Angel Dust, Huevos
- Helluva Boss (2023) - Imp Mariachi
- Blue Bloods (2023) - Peter Guerrero (1 episodio)

### Teatro
- Harmony (2022) - Chopin (Off-Broadway)
- Harmony (2023) - Chopin (Broadway)